# Euille
L'Euille ou Œuille,, est un ruisseau français, affluent de la Garonne, qui coule dans la région naturelle de l'Entre-deux-Mers située dans le département de la Gironde, en région Aquitaine.

## Géographie
L'Euille prend sa source en Gironde, sur la commune de Targon. Son cours, d'une longueur de 21 km, remonte tout d'abord vers le nord-est, puis s'infléchit rapidement vers le sud puis le sud-ouest en traversant les communes de Soulignac, Ladaux, Arbis, Escoussans, Laroque et Omet. Il conflue avec la Garonne en limite territoriale des communes de Cadillac et de Beguey où il est illustré par Henri Maignan (1815-1900).
À Targon, il est localement appelé Rouillé de Bourrut.
Entre les communes de Laroque et d'Omet, le cours de l'Euille s'élargit pour former le lac de Laromet, d'une longueur d'environ 750 m et d'une largeur maximale d'environ 150 m.

### Affluents et sous affluents
Le Service d'administration nationale des données et référentiels sur l'eau (SANDRE) et le Système d'Information sur l'Eau du Bassin Adour Garonne (SIEAG) ont répertorié 27 affluents et sous-affluents de l'Euille. Les affluents avec une longueur de plus de 2 km sont :
- le ruisseau de la Forêt (2,8 km), en rive droite, sur la commune de Targon,
- le ruisseau de Toutigeac (3,4 km), en rive droite, en limite territoriale de Targon et de Soulignac,
- le ruisseau de Machique (6,5 km), en rive gauche, sur la commune de Ladaux,
- le ruisseau de Saint-Pierre-de-Bat (7,9 km), en rive droite, sur la commune d'Arbis,
- le ruisseau de la Boye (5,3 km), en rive droite, en limite territoriale des communes d'Arbis et d'Omet,
- le ruisseau de Vignon (4,5 km), en rive gauche, en limite territoriale des communes d'Escoussans et de Laroque,
- le ruisseau de la Mouleyre, en rive droite, sur la commune de Laroque,
- le ruisseau de la Bégonne (2,1 km), en rive droite, sur la commune de Laroque,
- le ruisseau de Ricaud (ou ruisseau de la Martinique) (5,7 km), en rive gauche, sur la commune de Cadillac.

La vallée de l'Euille compte aussi un certain nombre de moulins à eau comme le moulin de Basse-Roque (Laroque (Gironde)) ou encore le moulin de Meingot (entre le ruisseau de l'Euille et le ruisseau de Ricaud (Omet (Gironde))), le moulin de Laubes (Laroque (Gironde)près du Lac de Laromet), le moulin de Larmurey (A cheval sur la commune d'Escoussans et de Porte-de-Benauge (Arbis))
| - Les affluents et sous-affluents de l'Euille. |

Dans le tableau ci-dessous se trouve : le nom de l'affluent ou sous-affluent (quand il est connu), la longueur du cours d'eau, son code SANDRE, des liens vers les fiches SANDRE, SIEAG et vers une carte dynamique de OpenStreetMap qui trace le cours d'eau.
La vallée de l'Euille compte aussi un certain nombre de moulins a eau comme le moulin de Basse-Roque (Laroque (Gironde)) ou encore le moulin de Meingot (Omet (Gironde)), le moulin de Laubes (Laroque (Gironde)près du Lac de Laromet), le moulin de Larmurey (A cheval sur la commune d'Escoussans et de Porte-de-Benauge (Arbis))